# Комиссарова, Мария Леонидовна
Мари́я Леони́довна Комисса́рова, после замужества — Чаада́ева, (род. 5 сентября 1990, Ленинград) — российская спортсменка, мастер спорта России международного класса, с 2011 года входила в состав сборной России по фристайлу, серебряный призёр этапа кубка России по фристайлу в дисциплине ски-кросс (Миасс, Челябинская область, 2011), бронзовый призёр финала Кубка России по фристайлу в дисциплине ски-кросс (Октябрьский, Башкирия, 2012), серебряный призёр этапа Кубка мира по фристайлу в дисциплине ски-кросс (Гриндельвальд, Швейцария, 2012), член олимпийской сборной команды России по фристайлу в дисциплине ски-кросс на Олимпиаде в Сочи, 2014.
Проживает в Испании, воспитывает двоих детей, путешествует, является крупным блогером Инстаграм @chaadaeva_maria.

## Травма
На 21 февраля 2014 года на Олимпиаде в Сочи были назначены выступления по ски-кроссу по дисциплинам квалификации, в которых Марии предстояло участвовать, и финальный медальный зачёт. Но 15 февраля во время тренировки она получила тяжёлую травму — перелом позвоночника со смещением — и выбыла из соревнований. В тот же день была прооперирована в Красной Поляне. 16 февраля была доставлена на лечение в Мюнхен, где её прооперировали повторно. Реабилитация после четырёх операций проходила в клинике Мурнау, затем лечение продолжилось в Испании.
В августе 2014 года Фонд поддержки олимпийцев России принял решение оказать спортсменке финансовую помощь. В мае 2015 года получила ключи от квартиры. Продолжала реабилитационное лечение в клинике доктора Е. Э. Блюма в Испании.
В 2018 году подала в суд иск о возврате денежной суммы в 51 млн рублей за лечение. Ответчиком в иске значится НИИ физической реабилитации и новых реабилитационных технологий (клиника института расположена в городе Марбелья, Испания). Иск удовлетворён частично.
В 2019 году в отношении доктора Блюма, лечившего Марию, в России по обвинению в многомиллионном мошенничестве было возбуждено уголовное дело. Басманный суд Москвы санкционировал заочный арест Блюма. Согласно решению суда, он будет заключён под стражу на два месяца с момента его задержания на территории России или с момента экстрадиции на территорию России. Блюм был задержан в Испании. На суде по экстрадиции в Россию прокуратура выступила против выдачи подозреваемого России. Суд пояснил, что до запроса об экстрадиции в Испании по жалобе спортсменки уже было принято судебное решение в отношении этих событий.

## Личная жизнь
С ноября 2016 замужем за Алексеем Чаадаевым , также выступавшим за сборную России по фристайлу. 15 апреля 2017 года родился сын Матвей (по-испански — Мате́о). 9 августа 2019 года родилась дочь Милити́на.
Близкие друзья Комиссаровой: горнолыжницы Анастасия Кедрина и Анна Сорокина, бобслеистка Ирина Скворцова, сноубордистка Алёна Алёхина.

## Награды
- Почётная грамота Президента Российской Федерации (24 февраля 2014 года) — за заслуги в развитии физической культуры и спорта[28].

## Публикации
- Чаадаева (Комиссарова) М. Л. Всегда говори: Я смогу! Счастье возможно в любых обстоятельствах. — М.: АСТ, 2020—2021. — 256 с. — ISBN 978-5-17-134096-4.